# 岩国五橋クラブ
岩国五橋クラブ（いわくにごきょうクラブ）は、山口県岩国市に本拠地を置き、日本野球連盟に加盟している社会人野球のクラブチームである。

## 概要
2005年に発足し、同年3月3日付けで日本野球連盟に新規登録された。
2008年、全日本クラブ野球選手権大会に初出場（初戦敗退）。
2019年2月7日付けでの活動休止が発表されたが、2020年1月21日に活動再開が発表された。

## 設立・沿革
- 2005年 - 『岩国五橋クラブ』として発足し、日本野球連盟に加盟。
- 2008年 - 全日本クラブ野球選手権大会に初出場（初戦敗退）。
- 2019年 - 活動休止。
- 2020年 - 活動再開。

## 主要大会の出場歴・最高成績
- 全日本クラブ野球選手権大会 - 出場1回
- ナショナルクラブベースボールシリーズ - 出場1回